# Uimasalo
Uimasalo är en ö i Finland.   Den ligger i kommunen Jockas i den ekonomiska regionen  Pieksämäki ekonomiska region  och landskapet Södra Savolax, i den södra delen av landet, 220 km nordost om huvudstaden Helsingfors.